# Colnrade
Colnrade est une commune allemande de l'arrondissement d'Oldenbourg, Land de Basse-Saxe.

## Géographie
Colnrade est traversé par la Hunte, un affluent de la Weser.
| Wildeshausen | Winkelsett |             |
|              | Colnrade   |             |
| Goldenstedt  |            | Twistringen |

Colnrade est composé des quartiers de Colnrade, Austen, Beckstedt, Holtorf et Ostersehlt.

## Histoire
Le blason de la commune reprend le Sonnenstein de Beckstedt, un menhir datant de l'âge du bronze.
Colnrade est mentionné dans les documents anciens sous le nom de Coldenrhade en 1348, Rohde en 1354, Koldenrode en 1360, Coldenrode en 1362, Kaldenrade en 1370, Kolenrode en 1371, Koldenrade en 1530 et Collenrahde en 1575.
"Coln" fait penser à "kalt", c'est-à-dire froid, mais il s'agirait plutôt de Collen ou de Gollen, l'ancien nom de la Hunte. Mais il est possible que la racine "koll/call" fasse référence simplement à l'eau, Colnrade voudrait dire alors "cité sur l'eau". Jürgen Udolph tient une autre hypothèse : la position au nord du village favoriserait un climat froid et donc aurait pour sens "une clairière dans une position pauvre en soleil".